# Eoscaphandridae
Eoscaphandridae zijn een familie van weekdieren uit de klasse van de Gastropoda (slakken).

## Taxonomie
De volgende geslachten zijn bij de familie ingedeeld:
- Eoscaphander Habe, 1952
- Pseudocylichna Chaban & Kijashko, 2016